# Boplan
Boplan is een West-Vlaams bedrijf dat gevestigd is in Wevelgem. Boplan is wereldwijd actief met vestigingen over heel de wereld. Het primaire doel van Boplan is om de veiligheid op de werkvloer te verbeteren.

## Geschiedenis
Boplan werd opgericht in 1999 door Xavier Ramon. Het bedrijf groeide in 25 jaar uit tot een van de grootste binnen zijn sector. Het bedrijf is actief in meer dan 80 landen waaronder de Verenigde Staten, Nederland, Frankrijk, Duitsland, Spanje, Polen, Italië en Japan. In 2024 nam Boplan de Franse kunststofproducent Celtiplast over.

## Wielrennen
Boplan en Flanders Classics hebben een contract gesloten om de koersen veiliger te laten verlopen na de val van Fabio Jakobsen in 2020. In 2019 installeerde Boplan voor het eerst in de E3 Saxo Classic zijn gele, kunststoffen race barriers op het parcours. Ondertussen voorziet Boplan jaarlijks onder meer in kunststoffen seingevers (Race Guard, Race Totem), bumpers en veiligheidspanelen (Race Barrier) in 110 wedstrijden, gespreid over Europa.

## Bekende bedrijven
Boplan beveiligt de werkomgeving van bedrijven zoals Amazon, Ikea, Walmart, Siemens, Agristo en SpaceX, het ruimtevaartbedrijf van Elon Musk, met onder meer kunststoffen hekken, poorten, beschermpalen en wielstoppers, die het bedrijf in Moorsele produceert.